# 제임스 T. 볼드윈

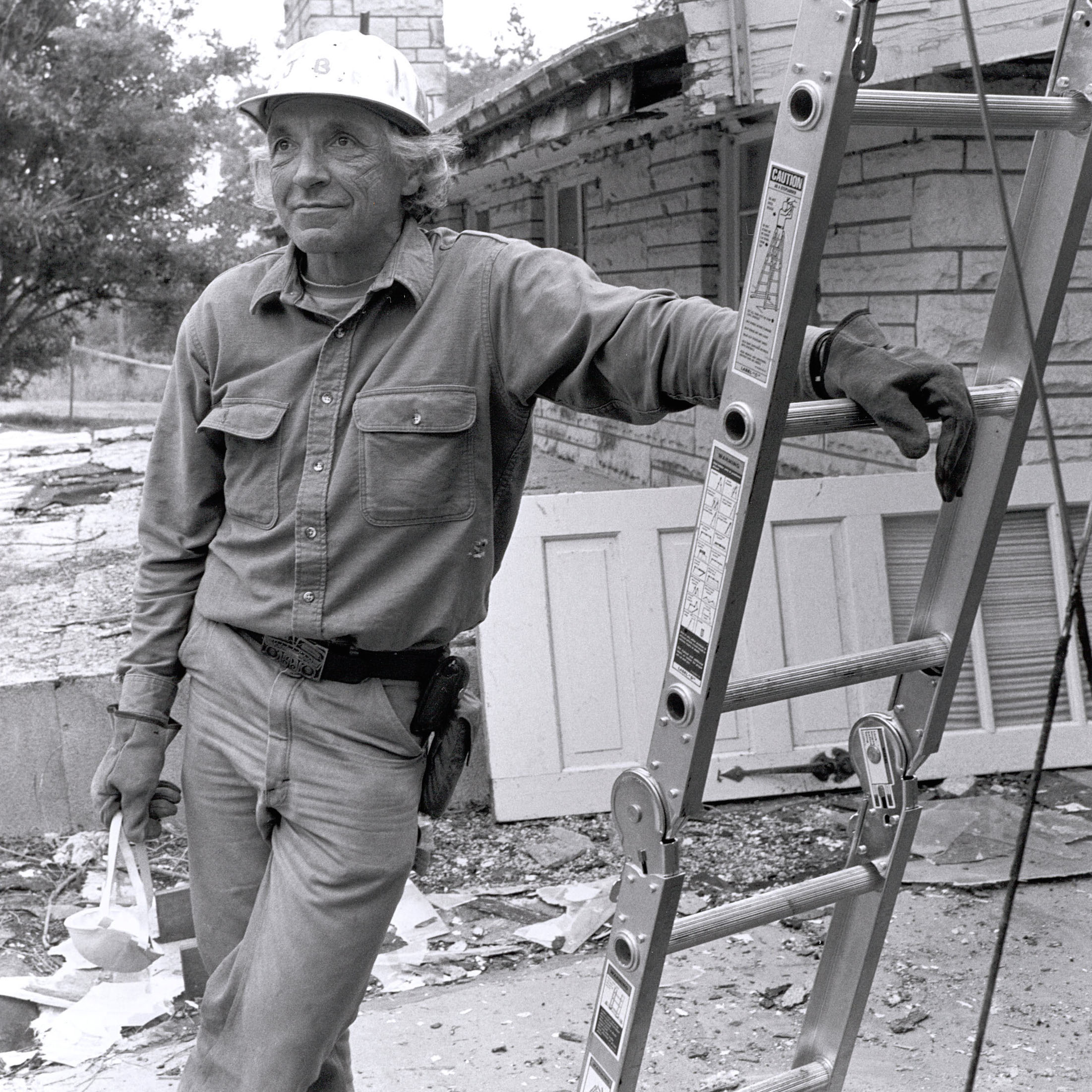
제임스 T. 볼드윈

제임스 테넌트 볼드윈(James Tennant Baldwin, 1933년 5월 6일 ~ 2018년 3월 2일) 혹은 제이 볼드윈(Jay Baldwin)은 미국의 산업디자이너 겸 작가다. 버크민스터 풀러의 제자로 그의 영향을 많이 받았다. 태양열 에너지, 풍력 및 다른 재생 가능한 에너지 자원들을 결합하려는 미국 디자이너들의 노력에서 중요한 인물이다. 그의 경력 상에서 제작자가 된 것은 디자이너가 된 것처럼 중요했다. 버크민스터 풀러의 지오데식 돔을 부풀어오른 ETFE 플라스틱 패널과 결합한 이든 프로젝트의 발명가로 알려져 있다.

## 생애
엔지니어의 아들로 태어난 볼드윈은 스스로가 18세 때였던 1951년 버크민스터 풀러가 14시간 동안 쉬지 않고 말하는 것을 들었다고 했다. 이때 그는 미시간 대학교에서 자동차 설계를 배웠는데, 그의 말에 의하면 그의 한 친구가 잘못된 설계 때문에 교통사고로 죽었기 때문이다. 볼드윈은 1955년 미시간 대학교 졸업 전 풀러와 협업했다. 학생이었던 동안 볼드윈은 자동차 공장 조립라인에서 근무했다. 그는 졸업작품을 하기 위해 캘리포니아 대학교 버클리로 갔다.
버크민스터 풀러의 동지로 남았고 훗날 볼드윈은 그를 일컬어 "스스로 종합적으로 생각하고, 전문적이 되고, 모두를 위해 일하고, 그러한 일을 즐기라고 내게 격려해줬다"고 했다.
1950년대 후반에서 1960년대 초반 젊은 디자이너로서 볼드윈은 빌 모스 협회와 같이 향상된 캠프 장비를 설계했다. 그 후 샌프란시스코 주립 전문대(현 샌프란시스코 주립 대학교), 샌프란시스코 예술 협회, 캘리포니아 칼리지 오브 디 아츠 오클랜드 캠퍼스에서 6년 간 동시에 가르쳤다.
1968년에서 1969년, 볼드윈은 남부 일리노이 대학교의 방문 강사이자 홀 어스 카탈로그(Whole Earth Catalog)의 디자인 편집자였다. 또한 1970년대 초반 퍼시픽 고등학교에서 가르쳤다.
볼드윈은 지오데식 돔 실험의 중심적인 인물이었다. 또한 가정과 식품 생산 시설에서 재생 가능한 에너지원 적용에 관심을 가졌다. 태양열 에너지에 대해 처음 관심을 가졌던 시기는 관련된 수많은 원리나 이론들이 실제적인 개발로 이어지던 때였다.
PEI에서 볼드윈은 그의 온실 설계를 완성시켰고 성공적으로 바나나 나무를 키워냈다. 틸라피아로 채워진 몇몇 물탱크들을 수경재배 시스템을 위한 천연 비료 자언으로 사용했다. 온실은 열을 만들기 위한 수많은 비료들을 포함했는데 이는 천장 선풍기들에 의해 순환됐다. 이러한 모든 것들은 오늘날 현대 온실 건축 설계의 요소들의 주요 산물들이다.
볼드윈은 그의 시골집을 3D 스케치패드로 일컬었다.
제리 브라운이 처음으로 캘리포니아 주지사였을 때 볼드윈은 기술 관련 업무를 했다. 1970년대 이후 수많은 기관 및 프로젝트에 계속 참여했다. 이동식 디자인 스튜디오와 기계 작업소를 조직하여 미국 전역에 걸쳐 다양한 프로젝트들을 이끌었다.
1980년대에 볼드윈은 미국 자동차 산업이 피상적인 마케팅에만 신경을 쓰고 진정한 혁신과 개량에는 무관심하다는 논평을 했다. 그는 또한 풍력 터빈과 같은 소프트 테크놀로지 장비에 대해서도 건설적인 논평을 남겼다. 1990년대 후반 그는 로키 산맥 협회와 협업하여 하이퍼카를 조사, 설계, 개발했다.
아르곤으로 채워져서 라미네이트된 비닐 시트 '필로우'로 덮인 알루미늄 배관 뼈대를 사용하여 영구적이고, 투명하고, 단열이 되는 지오데식 돔을 만들고 이든 프로젝트이라고 일컬었는데, 시속 135마일의 바람과 30인치의 적설에도 버틸 수 있다. 해당 구조물은 바닥 공간 1피트 당 무게가 1.5파운드밖에 안 된다. 비닐 시트로부터 방출되는 염화 바이닐 수증기에 의한 지속성 및 독성 문제들을 포함한 이유들 때문에 볼드윈은 이후 ETFE 사용을 추천받았다. ETFE는 투명하고, 표면을 깨끗하게 유지하기 쉽다는 등의 이점이 있었지만 자외선 투과로 인해 구조물에 부적합했다. 볼드윈은 일부러 그의 발명품을 특허내지 않았다. 기본적 접근법은 이든 프로젝트 같은 대규모 응용에 활용됐다.
디자인 작업 활동 및 대학 수준에서의 교수 활동을 2016년까지 이어나갔다. 1990년대 초반부터 2016년 사이 소노마 주립 대학교, 샌프란시스코 건축협회, 캘리포니아 칼리지 오브 디 아츠에서 가르쳤다.